# Coniocompsa vesiculigera
Coniocompsa vesiculigera is een insect uit de familie van de dwerggaasvliegen (Coniopterygidae), die tot de orde netvleugeligen (Neuroptera) behoort. 
De wetenschappelijke naam Coniocompsa vesiculigera is voor het eerst geldig gepubliceerd door Enderlein in 1905.